# 71 Ophiuchi
Désignations
71 Ophiuchi (en abrégé 71 Oph) est une étoile géante de la constellation équatoriale d'Ophiuchus. Elle est visible à l'œil nu avec une magnitude apparente de 4,64. D'après la mesure de sa parallaxe annuelle par le satellite Gaia, l'étoile est distante d'environ ∼ 259 a.l. (∼ 79,4 pc) de la Terre. Elle se rapproche du Système solaire à une vitesse radiale de −3 km/s.
71 Ophiuchi est une étoile géante jaune évoluée de type spectral G8III. C'est une géante du red clump, ce qui signifie qu'elle est située à l'extrémité rouge (froide) de la branche horizontale du diagramme H-R et qu'elle génère son énergie par la fusion de l'hélium dans son noyau. L'étoile est estimée être âgée de 400 millions d'années et elle est 2,9 fois plus massive que le Soleil. Son rayon est autour de 13 fois plus grand que le rayon solaire, elle est 89 fois plus lumineuse que le Soleil et sa température de surface est de 4 983 K.